# Stoszowice (gromada)
Stoszowice – dawna gromada, czyli najmniejsza jednostka podziału terytorialnego Polskiej Rzeczypospolitej Ludowej w latach 1954–1972.
Gromady, z gromadzkimi radami narodowymi (GRN) jako organami władzy najniższego stopnia na wsi, funkcjonowały od reformy reorganizującej administrację wiejską przeprowadzonej jesienią 1954 do momentu ich zniesienia z dniem 1 stycznia 1973, tym samym wypierając organizację gminną w latach 1954–1972.
Gromadę Stoszowice z siedzibą GRN w Stoszowicach utworzono – jako jedną z 8759 gromad na obszarze Polski – w powiecie ząbkowickim w woj. wrocławskim, na mocy uchwały nr 33/54 WRN we Wrocławiu z dnia 2 października 1954. W skład jednostki weszły obszary dotychczasowych gromad Stoszowice i Lutomierz ze zniesionej gminy Stoszowice w tymże powiecie. Dla gromady ustalono 13 członków gromadzkiej rady narodowej.
1 stycznia 1960 do gromady Stoszowice włączono wsie Rudnica i Grodziszcze ze zniesionej gromady Rudnica w tymże powiecie.
31 grudnia 1961 do gromady Stoszowice włączono wsie Przedborowa i Różana ze zniesionej gromady Przedborowa w tymże powiecie.
1 lipca 1968 do gromady Stoszowice włączono obszar zniesionej gromady Budzów w tymże powiecie.
Gromada przetrwała do końca 1972 roku, czyli do kolejnej reformy gminnej. 1 stycznia 1973 w powiecie ząbkowickim reaktywowano gminę Stoszowice.